# Varmluftsmaskin

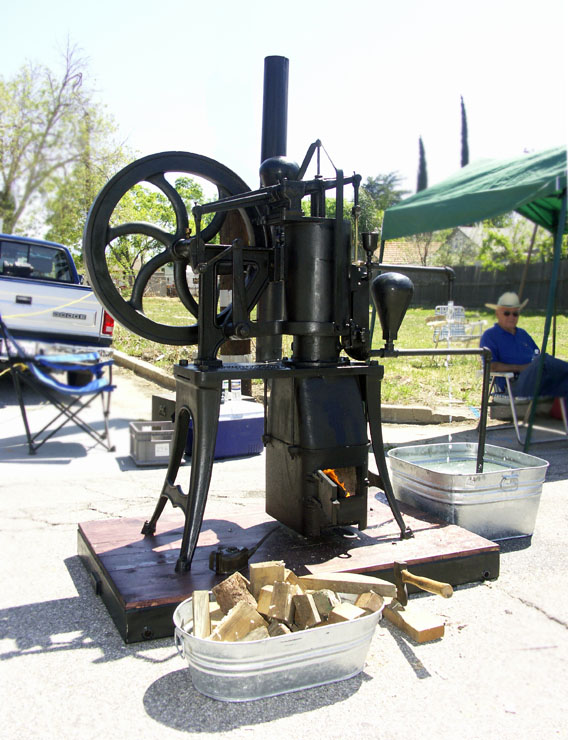
En Ericssonmotor använd för att driva en vattenpump.

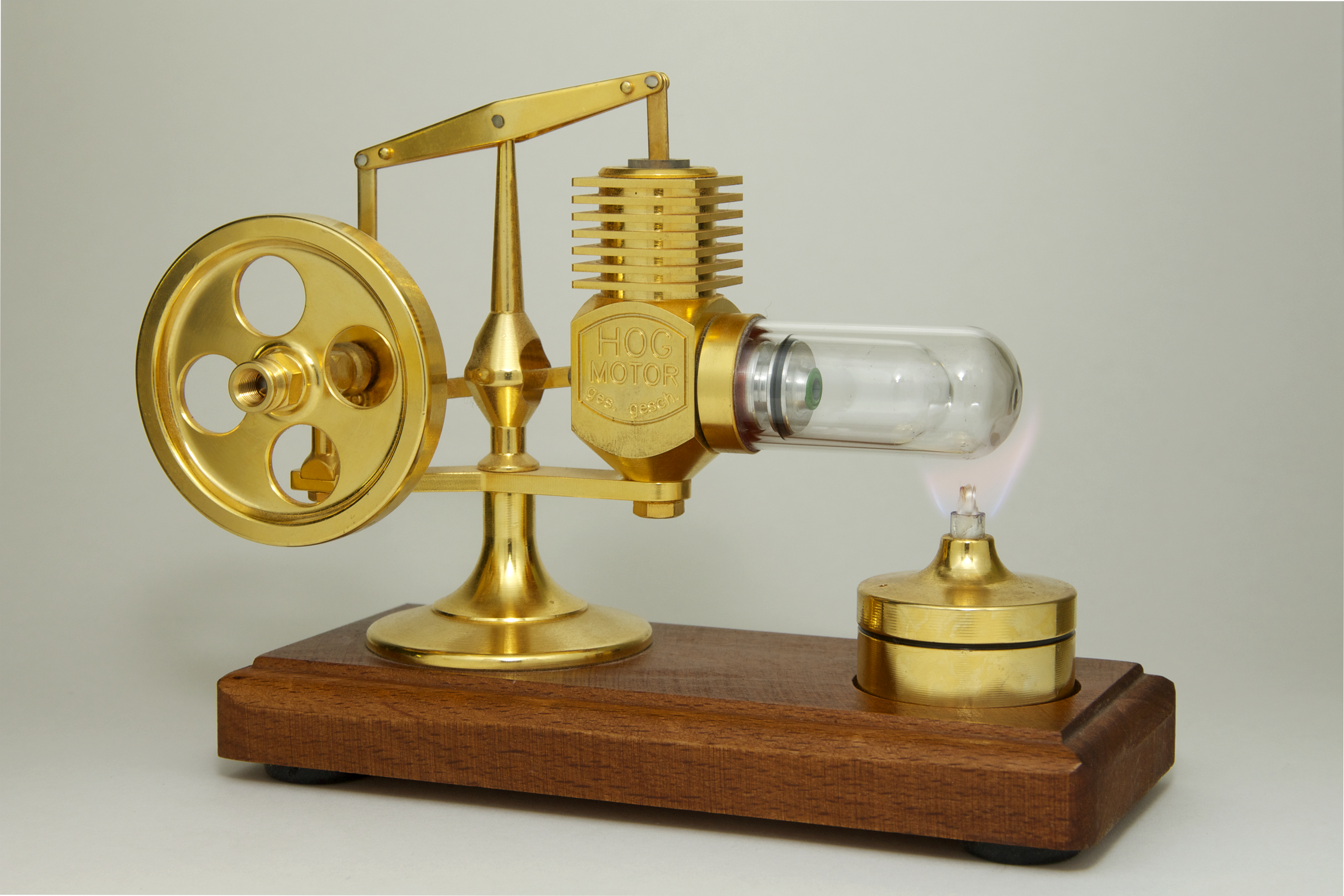
Laboratoriemodell av en enkel Stirlingmotor.

En varmluftsmaskin, eldmaskin eller caloricmaskin är en värmemaskin som använder uppvärmd luft som värmemedium. Varmluftsmaskinerna indelas principiellt i öppna respektive slutna varmluftsmaskiner. I öppna varmluftsmaskiner byts luften ut i varje arbetscykel, medan samma luftmängd omväxlande värms upp och kyls ner i slutna varmluftsmaskiner.
De första varmluftsmaskinerna utvecklades under 1700-talet, men de mer användbara versionerna tillkom under 1800-talet. De kom dock mest att användas för tillämpningar där effektbehovet var måttligt, men kunde inte konkurrera med ångmaskinen i större tillämpningar. Efter att förbränningsmotorn uppfunnits, kom denna att ersätta varmluftsmaskinen i mindre tillämpningar. I vissa speciella tillämpningar har Stirlingmotorn, en typ av sluten varmluftsmaskin, kommit att användas under 1900-talet.
Bland uppfinnare av olika typer av varmluftsmaskiner kan nämnas George Cayley, John Ericsson och Robert Stirling.

## Jämförelse med andra kategorier av värmemaskiner
Jämfört med små ångmaskiner från 1800-talet arbetade värmemaskiner mellan större temperaturdifferenser, vilket innebar att de hade högre verkningsgrad än ångmaskinerna. Å andra sidan arbetade de mellan mindre tryckdifferenser, oftast 3 till 1 atmosfärers tryck, vilket innebar att effekttätheten var låg. Värmemaskinen blev därför stor i relation till den effekt den gav.
Förbränningsmotorn arbetar mellan större temperaturdifferenser och betydligt större tryckdifferenser än varmluftsmaskinen, vilket innebar att både hög verkningsgrad och hög effekttäthet kunde åstadkommas.